# 128
128（百二十八、ひゃくにじゅうはち）は、自然数また整数において、127の次で129の前の数である。

## 性質
- 128は合成数であり、約数は 1, 2, 4, 8, 16, 32, 64 と 128 である。
  - 約数の和は255。
    - 約数の和が奇数になる19番目の数である。1つ前は121、次は144。

  - 約数を8個もつ16番目の数である。1つ前は114、次は130。
- 128 = 27
  - 2番目の7乗数である。1つ前は1、次は2187。
  - 7番目の2の累乗数である。1つ前は64、次は256。
  - 素数 p = 7 のときの 2p の値とみたとき1つ前は32、次は2048。(オンライン整数列大辞典の数列 A034785)
  - (素数)(素数) の形で表せる10番目の数である。1つ前は125、次は169。(オンライン整数列大辞典の数列 A053810)
  - 平方数でも立方数でもない累乗数の中では2番目の数である。1つ前は32、次は243。
  - 128 = 2 × 82
    - n = 2 のときの n × 8n の値とみたとき1つ前は8、次は1536。(オンライン整数列大辞典の数列 A036294)
    - n = 8 のときの 2n2 の値とみたとき1つ前は98、次は162。(オンライン整数列大辞典の数列 A001105)

  - 128 = 2 × 43
    - n = 4 のときの 2n3 の値とみたとき1つ前は54、次は250。(オンライン整数列大辞典の数列 A033431)
    - 128 = 43 + 43
      - 2つの正の数の立方数の和で表せる11番目の数である。1つ前は126、次は133。(オンライン整数列大辞典の数列 A003325)

  - 128 = 8 × 42
    - n = 4 のときの 8n2 の値とみたとき1つ前は72、次は200。(オンライン整数列大辞典の数列 A139098)

  - 128 = 27 × 30
    - 2i × 3j (i ≧ 0, j ≧ 0) で表せる22番目の数である。1つ前は108、次は144。(オンライン整数列大辞典の数列 A003586)

  - 128 = 27 × 50
    - 2i × 5j (i ≧ 0, j ≧ 0) で表せる16番目の数である。1つ前は125、次は160。
- 異なる平方数の和で表せない最大数である。1つ前は112。(オンライン整数列大辞典の数列 A001422)
- 1/128 = 0.0078125
  - 2n の逆数は小数点以下 n 桁の有限小数になる。(n は自然数)
  - 逆数が有限小数になる16番目の数である。1つ前は125、次は160。(オンライン整数列大辞典の数列 A003592)
  - 素因数に2を含むN進法では、逆数は有限小数になる。
例．1/128 = 1/332(6) = 0.0014043(6)、1/128 = 1/A8(12) = 0.0116(12)
- 128 = 28−1 であり、6番目のフリードマン数。1つ前は127、次は153。
- 約数の和が128になる数は2個ある。(93, 127) 約数の和2個で表せる14番目の数である。1つ前は126、次は132。
- 各位の和が11になる10番目の数である。1つ前は119、次は137。
- 各位の平方和が69になる最小の数である。次は182。(オンライン整数列大辞典の数列 A003132)
  - 各位の平方和が n になる最小の数である。1つ前の68は28、次の70は356。(オンライン整数列大辞典の数列 A055016)
- 各位の立方和が521になる最小の数である。次は182。(オンライン整数列大辞典の数列 A055012)
  - 各位の立方和が n になる最小の数である。1つ前の520は28、次の522は1128。(オンライン整数列大辞典の数列 A165370)
- 異なる2つの素数の和3通りで表せる最大の数である。1つ前は122。(オンライン整数列大辞典の数列 A077969)
128 = 19 + 109 = 31 + 97 = 61 + 67
  - 2つの素数の和3通りで表せる最大の数である。1つ前は98。(オンライン整数列大辞典の数列 A067189)
- 128 = 13 + 13 + 13 + 53
  - 4つの正の数の立方数の和で表せる25番目の数である。1つ前は126、次は130。(オンライン整数列大辞典の数列 A003327)
- 完全数33550336の約数である。
  - 完全数の約数とみたとき17番目の数である。1つ前は127、次は248。(オンライン整数列大辞典の数列 A096360)
- 128 = 53 + 3
  - n = 3 のときの 5n + n の値とみたとき1つ前は27、次は629。(オンライン整数列大辞典の数列 A104745)
- 128 = 2! + 3! + 5!
  - 素数列における階乗の和とみたとき1つ前は8、次は5168。(オンライン整数列大辞典の数列 A111179)
- 128 = 122 − 16
  - n = 12 のときの n2 − 16 の値とみたとき1つ前は105、次は153。(オンライン整数列大辞典の数列 A028566)
- 128 = 182 − 196
  - n = 18 のときの n2 − 142 の値とみたとき1つ前は93、次は165。(オンライン整数列大辞典の数列 A132770)

## その他 128 に関連すること
- 西暦128年
- 第128代ローマ教皇はマリヌス2世（在位：942年10月30日～946年5月）である。
- コンピューター業界では、128の数値が多用されており、「いちにっぱ」と呼ばれることがある。
- 太陽年の端数を分数化すると、365と31/128日が概数となる。このため、太陽年と暦のズレは、128年に1日の割合で日数が多くなる。